# Christian Adolf Nölting

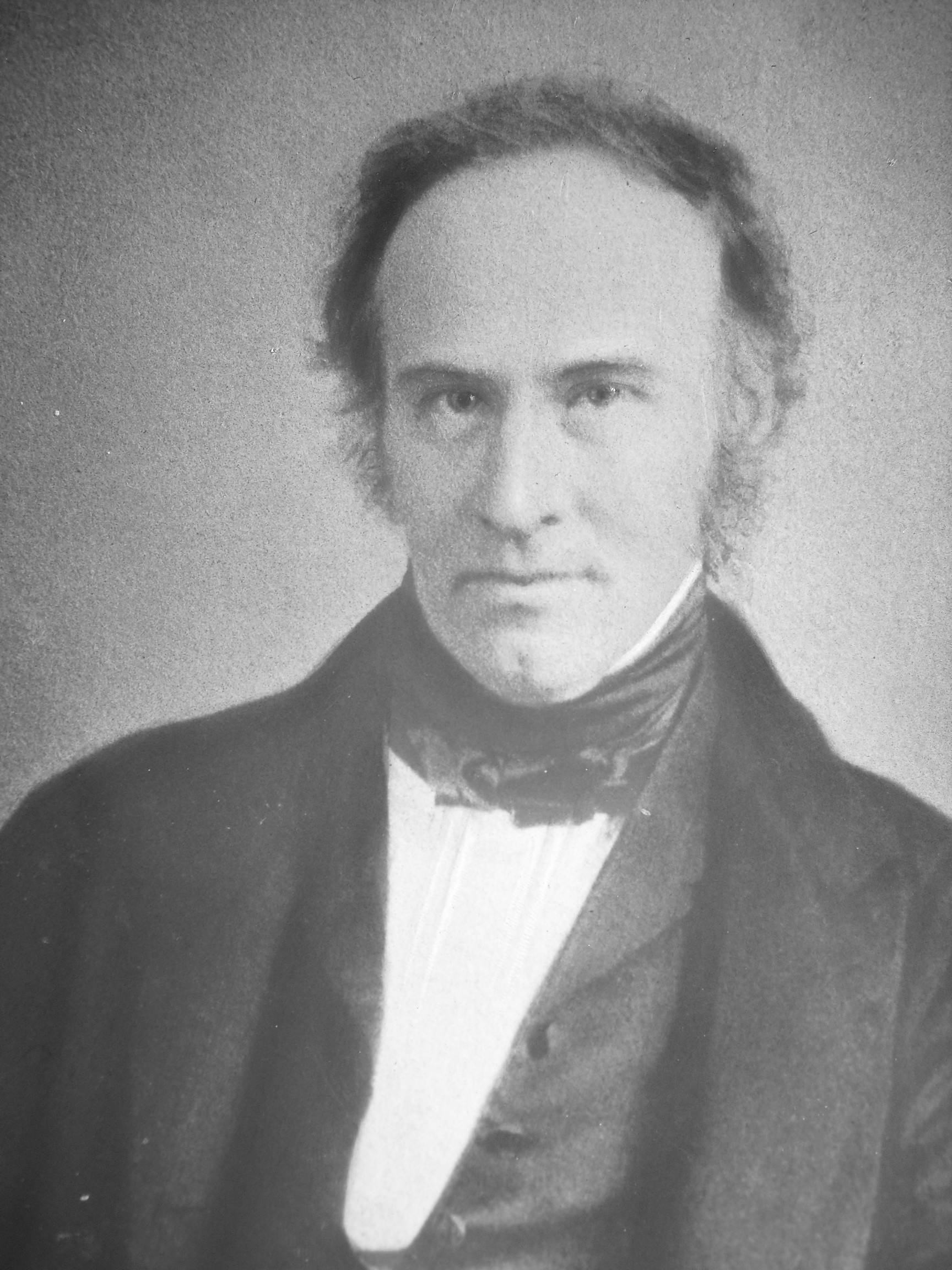
Christian Adolf Nölting, vermutlich 1848 anlässlich seiner Silberhochzeit

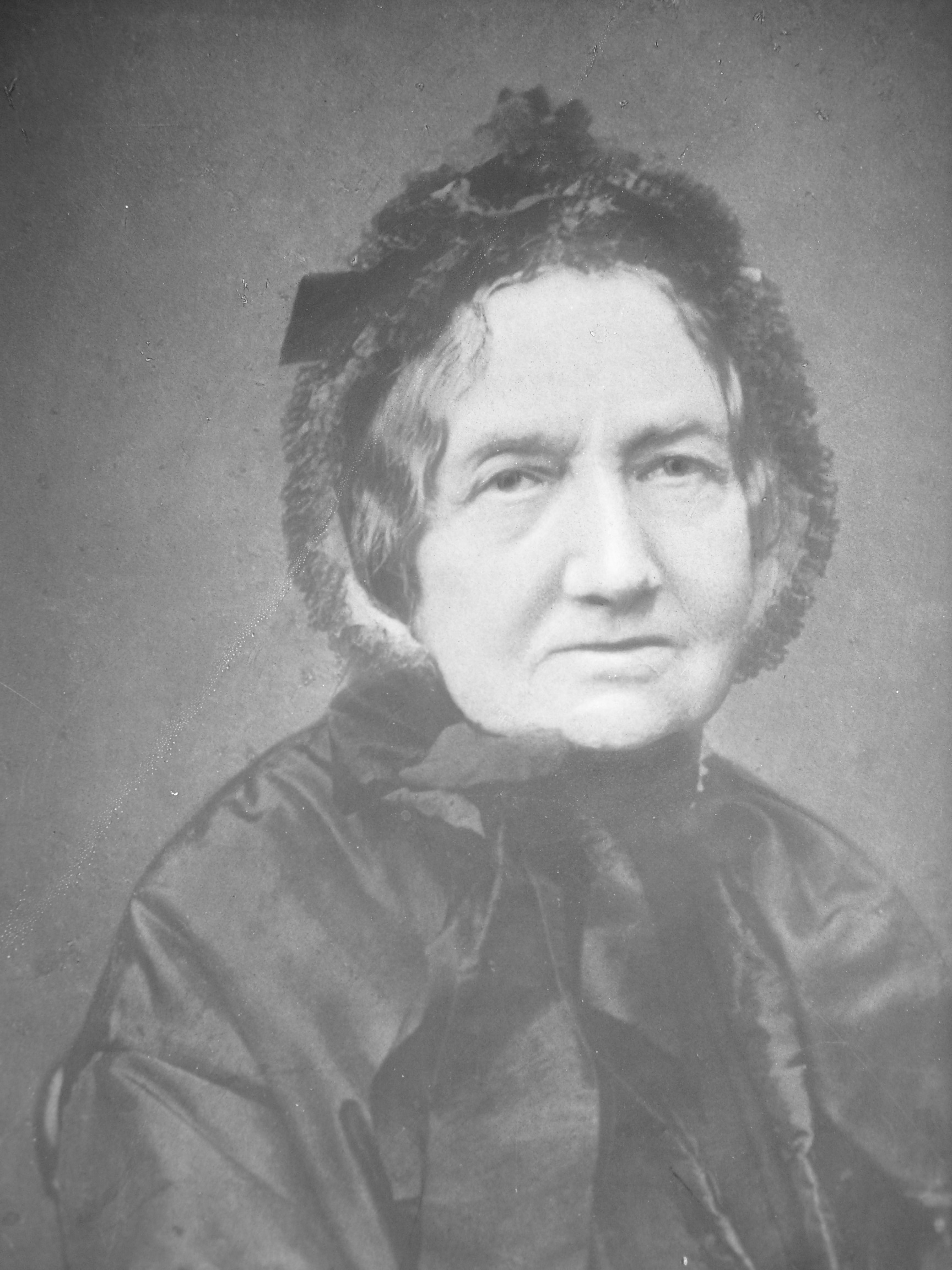
Henriette Nölting, vermutlich 1848

Christian Adolf Nölting, auch Adolph (* 24. Juli 1794 in Lübeck; † 15. Dezember 1856 ebenda) war ein Lübecker Kaufmann, königlich-schwedischer Konsul und Kunstförderer.

## Leben und Wirken
Nölting stammte aus einer hanseatischen, in Hamburg und Lübeck ansässigen Kaufmannsfamilie. Sein Großvater Georg Friedrich Nölting hatte 1753 ein Handlungshaus in Lübeck begründet, dass von seinem Vater Friedrich Nölting, der auch Senator und Bürgermeister der Hansestadt war, und seinem Onkel Hinrich fortgeführt wurde. Nach einer Lehrzeit in Hamburg und einer ausgedehnten Reise, die ihn zunächst in den Norden nach Stockholm, dann in den Süden bis nach Süditalien führte, wurde Christian Adolf 1822 Mitinhaber des Familienunternehmens, zusammen mit seinem Cousin, dem späteren Senator Georg Heinrich Nölting.
1823 heiratete er Henriette (Jette), geb. Duncker (1800–1888), die Tochter des Hamburger Versicherungskaufmanns Johann Wilhelm Duncker (1771–1843), und erwarb 1829 ein großes, backsteingotisches Haus an der Ecke Königstraße/Johannisstraße gegenüber der Löwenapotheke. Inzwischen zum schwedischen Konsul ernannt, ließ er es in den folgenden Jahren unter Bewahrung der gotischen Fassade innen völlig umbauen und einzelne Räume durch Carl Julius Milde mit Wandmalereien im pompejanischen Stil versehen. Dadurch gelang es ihm nach Ansicht seiner Zeitgenossen, die größte Behaglichkeit und Bequemlichkeit einer auf neueren Fuß eingerichtete Wohnung und zugleich die Ausschmückung durch die Kunst moderner Wandmalerei zu vereinen. Gemeinsam mit seiner Frau Henriette machte er das Nöltingsche Haus zu einem literarisch-künstlerischen Zentrum. Milde zog 1839 ganz hier ein und bewohnte bis zu seinem Tod ein Zimmer im Parterre zum Garten hin, Emanuel Geibel war ein häufiger Gast, ebenso wie Theodor Storm während seiner Lübecker Schulzeit am Katharineum. Von Dezember 1849 bis Mai 1850 wohnte Jenny Lind im Nöltingschen Haus und unterzeichnete hier den Vertrag für ihre legendäre Konzertreise in die USA. Geibel inszenierte Lesungen deutscher Klassiker mit lebenden Bildern: Ein Faustabend beim schwedischen Konsul Nölting mit seinen lebenden Bildern stand ihm noch bis ans Ende hell in der Erinnerung. Vor allem blieb ihm der Moment der Gartenscene unvergeßlich, wo Cäcilie, die Sternblume in der Hand, als Gretchen neben ihm stand. Nachher zogen sie sämtlich im Kostüm in den Keller hinunter, um dort das Bild aus Auerbachs Keller zwischen den Fässern zu stellen. Hugo von Pleßen figurierte als Mephistopheles, Jette Nölting als Frau Marthe.

Nöltingsches Haus
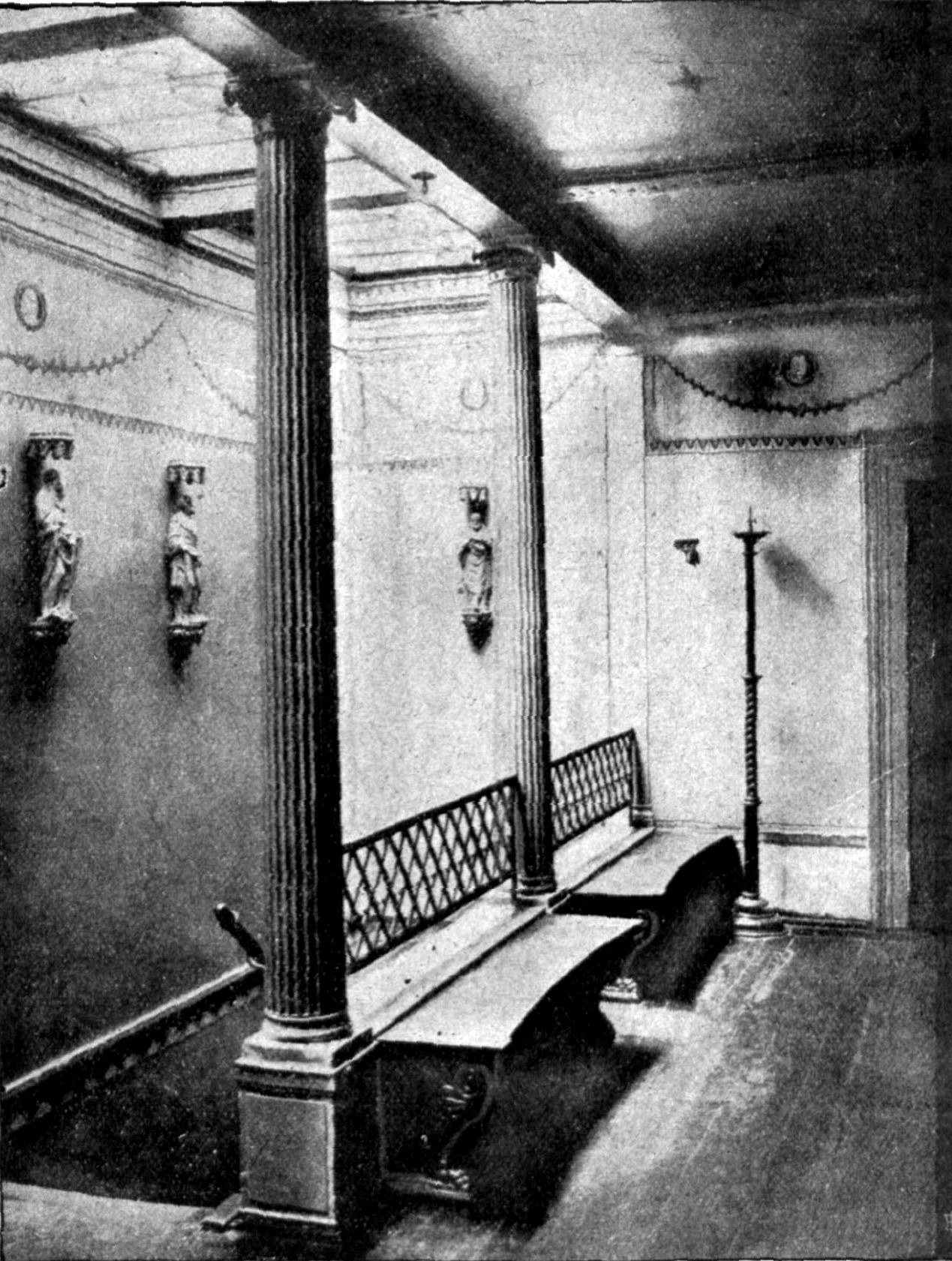
2. Treppenhaus im alten Nöltingschen Hause
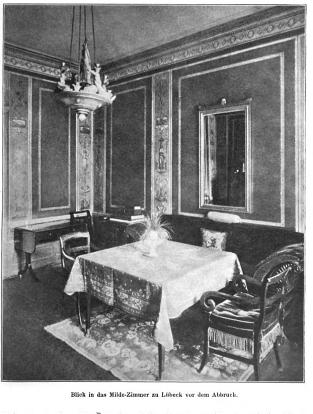
Das Milde-Zimmer vor dem Ausbau (1903)
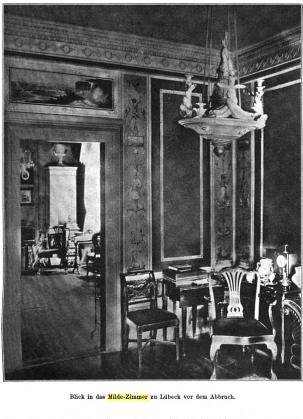
Das Milde-Zimmer vor dem Ausbau (1903)

Als Sommerhaus diente der Familie ein heute nicht mehr erhaltenes Landhaus neben dem Herrenhaus von Gut Krempelsdorf, das der befreundeten Familie Souchay gehörte. Auch dieses wurde in den Sommermonaten zum Ort literarischer und musikalischer Darbietungen. Geibels später sehr bekanntes Studentenlied Ein lustger Musikante marschierte am Nil soll hier eins seiner ersten Aufführungen gehabt haben.
Nach seiner Wahl zum bürgerlichen Vorsteher der Marienkirche 1839 wurde Nölting bald mit der baulichen Aufsicht über die Kirche betraut. In seine Amtszeit fallen bedeutende Umbauten und Restaurierungen: ein großer Teil der (Wieder-)Herstellung des Gebäudes außen an der Nord- und Ostseite der Kirche, nachdem die dort über die Jahrhunderte angefügten kleinen Gebäude und Schuppen beseitigt worden waren; der Ausbau der heutigen Gebetskapelle im nördlichen Chorumgang zur Aufstellung des Gemäldes Beweinung Christi von Friedrich Overbeck; die Restaurierung der Glasfenster aus der abgebrochenen Maria-Magdalenenkirche (Burgkirche) für die Marientidenkapelle; der Bau der neuen Sakristei im nördlichen Chorumgang und die Aufstellung der Reste des gotischen Hochaltars darin; der Neubau der Großen Orgel unter Bewahrung der historischen Fassade; die Restaurierung des Sakramentshäuschens neben dem Altar; die Reparatur sämtlicher Pfeiler in der Kirche sowie die Neuordnung des Gestühls. An fast allen dieser Projekte war Milde maßgeblich beteiligt. Sein Plan, die alte Hauptthür der Kirche zwischen den Thürmen in möglichst ursprünglicher Form wiederherzustellen, kam erst später zur Ausführung.
Nölting war aktives Mitglied im Verein für Lübeckische Geschichte und im Ausschuss für Sammlung und Erhaltung Lübeckischer Kunstalterthümer, beides Tochtergesellschaften der Gesellschaft zur Beförderung gemeinnütziger Tätigkeit, die sich 1854 zum Verein für Lübeckische Geschichte und Altertumskunde zusammenschlossen.
Das Nöltingsche Haus wurde 1903 verkauft und abgebrochen Lediglich eins der von Milde ausgemalten Zimmer konnte vorher ausgebaut werden; es wurde dem Hamburger Museum für Kunst und Gewerbe geschenkt und dort als Milde-Zimmer wieder aufgebaut.
Von Christian Adolf und Henriette Nöltings Kindern wurde Paul Eduard Kaufmann und Konsul in Hamburg; Friedrich (1830–1891) studierte in Göttingen Medizin und praktizierte ab 1858 als Arzt in Lübeck, und Henriette heiratete Wilhelm Mantels.